# Colpochila punctulata
Colpochila punctulata är en skalbaggsart som beskrevs av Blanchard 1850. Colpochila punctulata ingår i släktet Colpochila och familjen Melolonthidae. Inga underarter finns listade i Catalogue of Life.